# Matt Hardy
Matthew Moore Broken "Matt" Hardy (* 23. září 1974) je americký profesionální wrestler. Naposledy působil ve společnosti AEW, kde pracuje i jeho mladší bratr Jeff Hardy. Je známý také pro svou práci ve společnostech WWE a TNA.
Před podepsáním smlouvy s WWE společně s bratrem Jeffem založil wrestlingovou organizaci Organization of Modern Extreme Grappling Arts (OMEGA). Tam držel několik titulů včetně toho v těžké váze a týmového titulu, který držel s Jeffem. Organizace byla zrušena v říjnu 1999, kdy oba podepsali kontrakt s WWE.
Hardyovi ve WWE zejména zapůsobili na týmovou divizi a jejich účast v zápasech se stoly, židlemi a žebříky. Jako týmový wrestler je Matt osminásobný šampion, držel šest Světových Tag Týmových titulů, jeden WWE Tag Teamový šampionát a jeden WCW Tag Teamový šampionát.
Mimo kariéry jako úspěšný wrestler mezi týmy byl i jednou světový šampion v těžké váze a v roce 2008 držel ECW šampionát. Získal i spoustu jiných šampionátů jako např. Hardcore, Evropský, V lehké váze a Šampionát Spojených států. Celkem držel ve WWE 13 titulů.
Měl dlouhotrvající romantický vztah s bývalou WWE Divou Amy Dumasovou, známou jako Lita. Poprvé se setkali v lednu 1999 na show NWA Mid-Atlantic, společně spolu bydleli v domě v Severní Karolíně. Jejich vztah skončil v únoru 2005 poté, když měla Dumasová aféru s Adamem "Edgem" Copelandem. Hardyho přítelkyně byla také nějaký čas Ashley Massaro. V únoru 2011 Hardy uvedl, že má romantický vztah s Reby Sky.
V roce 2016 se stal zlomeným, kvůli těm ošklivostem, co mu způsobil Bratr Nero. Na Final Deletion ale Matt Bratra Nera porazil a vysál esenci jeho duše, takže i Bratr Nero, který si dlouhou dobu nechával říkat Jeff Hardy, se stal zlomeným.
Matt má svoji vlastní vilu, krásnou manželku Rebeccu, krásné dítě Krále Maxela, krásného, již zmiňovaného, Bratra Nera, krásného zahradníka, Seňora Benjamina a věrného pomocníka Vanguarda 1.
Kvůli krásy celé rodiny se stali Matt a Bratr Nero terčem sekty zvané Decay, která má krásné věci ráda (i když existují spekulace o tom, že to je kvůli tomu, že Hardyovi vyhráli Ascension to Hell Ladder match, který je určil jako hlavní vyzyvatele pro tituly sekty Decay). Na Final Deletion II Decay napadli pozemek Hardyových a pokusili se unést Krále Maxela, zabít Bratra Nera a o další ošklivosti.
Matt a Bratr Nero se ale pomstí, až na Bound For Glory Decay porazí a získají jejich tituly.
Decay budou vymazáni stejně, jako byl Jeff Hardy.
Matt společně s Jeffem odešli z TNA poté, co se nedokázaly dohodnout na nových kontraktech.Spekulovalo se o návratu do WWE ale Hardy Boyz se objevili na akci ROH kde porazily Young Bucks o Tag Teamové tituly.
Tituly ovšem prohrály na akci ROH Supercards of honor v ladder zápase.
Den po té se konala WrestleMania 33 v Orlandě.Před zápasem The Club vs Sheamus a Cesaro vs Enzo a Cass zazněl theme song New Day,dokonce byli převlečení v ringovém oblečením a všecci si myslely že se ohlásí jako 4 tým co vejdou do tohoto zápasu.V tom ale zazněla znělka Hardy Boyz a ukázalo se že Jeff a Matt Hardy budou součástí tohoto zápase který dokonce vyhrály a staly se tak 7x WWE Tag Team šampiony.
Hardy Boyz se nevrátily v jejich Broken Charakterech ale jako Team Extreme,nejspíš díky právnímu sporu Hardy's a Anthem.Matt si ovšem ponechal blonďatý pruh na hlavě,taunt DELETE a slova jako Wonderfull,nemluví ovšem se svým broken přízvukem.
Den později v show RAW after WrestleMania obhájily tituly proti The Clubu.

## Ve wrestlingu
- Ukončovací chvaty
  - Twist of Fate (WWF/E) / Twist of Hate (TNA)
  - White Light Experience (nezávislá scéna) - 2012-do současnosti / Ice Pick (TNA) - 2011 / Scar (nezávislá scéna) - 2005 (Double underhook s bodyscissors)
- Další chvaty
  - Corner clothesline
  - Corner powerbomb
  - Diving clothesline
  - Diving elbow drop
  - Diving leg drop
  - Forearm smash
  - Inverted DDT
  - Moonsault
  - Northern Lights suplex
  - Ricochet (Belly to back suplex) - 2003
  - Russian legsweep
  - Side Effect (Wrist–lock sitout side slam)
  - Splash Mountain (Sitout crucifix powerbomb)
- Manažeři
  - Michael Hayes
  - Terri Runnelsová
  - Gangrel
  - Lita
  - Ric Flair
  - Reby Sky
- Přezdívky
  - "Version 1 (V1)"
  - "Angelic Diablo"
  - "Sensei z Mattitude"
  - "Muž který nezemře"
  - "(Pravděpodobně) Všech nejoblíbenější wrestler"
  - "Chladná krev"
- Theme songy
  - "Loaded" od Zacka Tempesta
  - "Live for the Moment" od Monster Magnet (WWE)
  - "Rogue and Cold Blooded" od Dalea Olivera (TNA)
  - "Immortal Theme" od Dalea Olivera

## Šampionáty a ocenění
- National Championship Wrestling
  - NCW Šampionát v těžké váze (1krát)
- New Dimension Wrestling
  - NDW Šampionát mezi týmy (1krát) - s Jeffem Hardym
- New England Wrestling Alliance
  - NEWA Šampionát (1krát)
- New Frontier Wrestling Association
  - NFWA Šampionát (1krát)
  - NFWA Šampionát mezi týmy (1krát) - s Venomem
- NWA 2000
  - NWA 2000 Šampionát mezi týmy (1krát) - s Jeffem Hardym
- Organization of Modern Extreme Grappling Arts
  - OMEGA Šampionát v těžké váze (1krát)
  - OMEGA Šampionát mezi týmy (1krát) - s Jeffem Hardym
- Pro Wrestling Illustrated
  - PWI Feud roku (2005) vs. Edge a Lita
  - PWI Zápas roku (2000) s Jeffem Hardym vs. Dudley Boyz a Edge a Christian v Trojitém žebříkovém zápase na WrestleManii 2000
  - PWI Zápas roku (2001) s Jeffem Hardym vs. Dudley Boyz a Edge a Christian v zápase se stoly, žebříky a židlemi na WrestleManii X-Seven
  - PWI Tag Tým roku (2000) s Jeffem Hardym
  - 17. místo v žebříčku PWI 500 nejlepších wrestlerů PWI 500 roku 2003
- Pro Wrestling Syndicate
  - PWS Šampionát v těžké váze (1krát)
- World Wrestling Federation / World Wrestling Entertainment
  - ECW Championship (1krát)
  - WWF Hardcore Championship (1krát)
  - WWF European Championship (1krát)
  - WWE Cruiserweight Championship (1krát)
  - WWE United States Championship (1krát)
  - WWE (Raw) Tag Team Championship (3krát)
  - WCW Tag Team Championship (1krát)
  - WWF/World Tag Team Championship (1krát)
  - Terri Invitational Tournament - s Jeffem Hardym
  - Bragging Rights Trophy (2009)
  - André the Giant Memorial Trophy (2018)
- Wrestling Observer Newsletter
  - Nejlepší gimmick (2002)
  - Nejhorší feud roku (2004) s Litou vs. Kane